# Batalla del Valle de Kinarot
La batalla del Valle de Kinarot (en hebreo: הַמַּעֲרָכָה בְּבִקְעַת כִּנָּרוֹת‎, HaMa'araja B'vikat Kinarot) es el nombre colectivo utilizado para una serie de enfrentamientos militares entre la Haganá y el ejército sirio durante la guerra árabe-israelí de 1948, quienes combatieron entre el 15 y el 22 de mayo de 1948 en el valle de Kinarot. Incluye dos sitios principales: la batalla de Degania–Samakh (Tzemah), y las batallas cerca de Masada–Sha'ar HaGolan. Los combates fueron parte de las batallas del valle del Jordán, que también involucraron los combates contra Transjordania en el área de Gesher.
Los enfrentamientos comenzaron poco después de la declaración de independencia de Israel, cuando Siria bombardeó Ein Gev en la noche del 15 al 16 de mayo. Estos constituyeron los primeros combates militares entre Israel y Siria. El 18 de mayo, Siria atacó la posición adelantada israelí en Samakh (Tzemah), y el 20 de mayo atacó Degania Alef y ocupó Masada y Sha'ar HaGolan. El ataque a Degania Alef fue un fracaso, tras el cual las fuerzas sirias intentaron capturar Degania Bet. Después de llegar a un punto muerto, se retiraron a su posición inicial en Tel al-Qasr, donde permanecieron hasta el final de la guerra.
La campaña fue percibida como una victoria decisiva de Israel, causando reorganizaciones en el alto mando sirio y el nacimiento de relatos heroicos en Israel. Sin embargo, Siria consiguió una pequeña ganancia territorial y ciertas acciones fueron criticadas dentro de Israel, como la retirada de Masada y Sha'ar HaGolan.

## Antecedentes
La primera etapa de la guerra de 1948, conocida como guerra civil durante el Mandato de Palestina, se inició a raíz de la ratificación de la Resolución 181 de las Naciones Unidas el 29 de noviembre de 1947, que concedió a Israel el mandato para declarar la independencia. Esta fue declarada el 14 de mayo de 1948 y, en la noche siguiente, los ejércitos de varios estados árabes invadieron Israel y atacaron las posiciones israelíes.
Los estados árabes que rodeaban el Mandato de Palestina comenzaron a prepararse unas semanas antes del 15 de mayo. De acuerdo con el plan árabe, el ejército sirio debía atacar al nuevo estado desde el sur de Líbano y capturar Safed. Por lo tanto, los sirios concentraron a sus fuerzas en esa zona; sin embargo, después de que se enteraron de que el Líbano no deseaba participar activamente en el combate, sus planes fueron modificados para realizar un ataque desde el sur de los Altos del Golán en Samakh (Tzemah) y más tarde Tiberíades. Las fuerzas sirias se reunieron en Qatana el 1 de mayo. Se movilizaron desde Beirut el 12 de mayo y desde Sidón el 13, tras lo cual se dirigieron a Bint Jbeil. Después del cambio de plan repentino, las fuerzas se trasladaron a Nabatieh, y se concentaron alrededor del dedo de Galilea de Banias y Quneitra, desde el cual el eventual ataque fue efectuado.
El ejército sirio ascendía a dos unidades mediadas de brigada, pero no había tiempo para alistarlas para el combate; por tanto, solo la 1.ª Brigada estaba en un estado de preparación para el 15 de mayo. Tenía unos 2.000 soldados en dos batallones de infantería, un batallón blindado y 4-6 baterías de artillería.

## Preludio

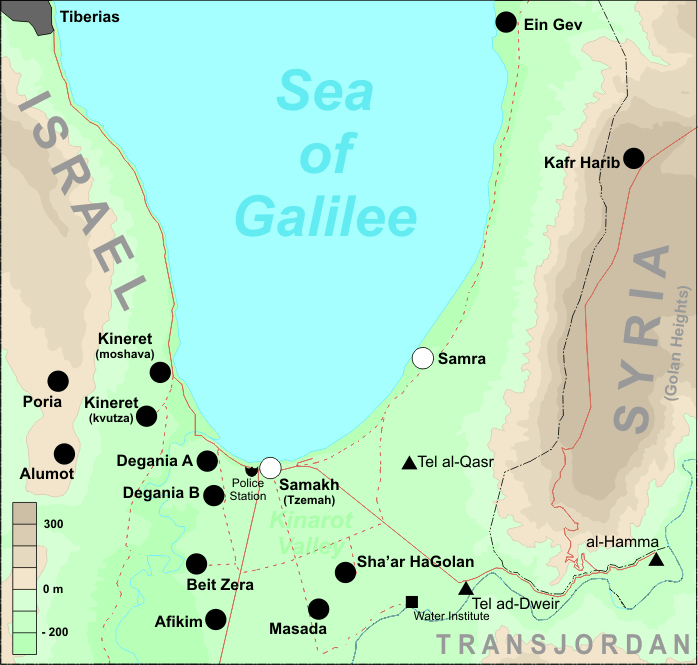
Mapa del sitio de la batalla en la noche del 14 de mayo de 1948.

Según el plan, los sirios atacaron desde el sur de los Altos del Golán, justo al sur del mar de Galilea, a través de al-Hama y el río Yarmuk, golpeando una zona judía de asentamientos densamente poblada. Esto fue una sorpresa para la Haganá, que esperaba un ataque desde el sur de Líbano y Mishmar HaYarden. Los pueblos judíos en la línea original del frente eran Ein Gev, Masada, Sha'ar HaGolan y ambas Deganias.
El viernes 14 de mayo, la 1.ª Brigada de infantería siria, al mando del coronel Abdullah el-Wahab Hakim, estaba al sur del Líbano, en condiciones de atacar Malkia. Ese día Hakim recibió la orden de regresar a Siria, moverse hacia el sur a través del Golán y entrar en Palestina por el sur del mar de Galilea, a través de Samakh (Tzemah). Él comenzó a avanzar a las 09:00 horas de la mañana del sábado y solo tenía preparados a dos de sus batallones, cuyos soldados ya estaban exhaustos.

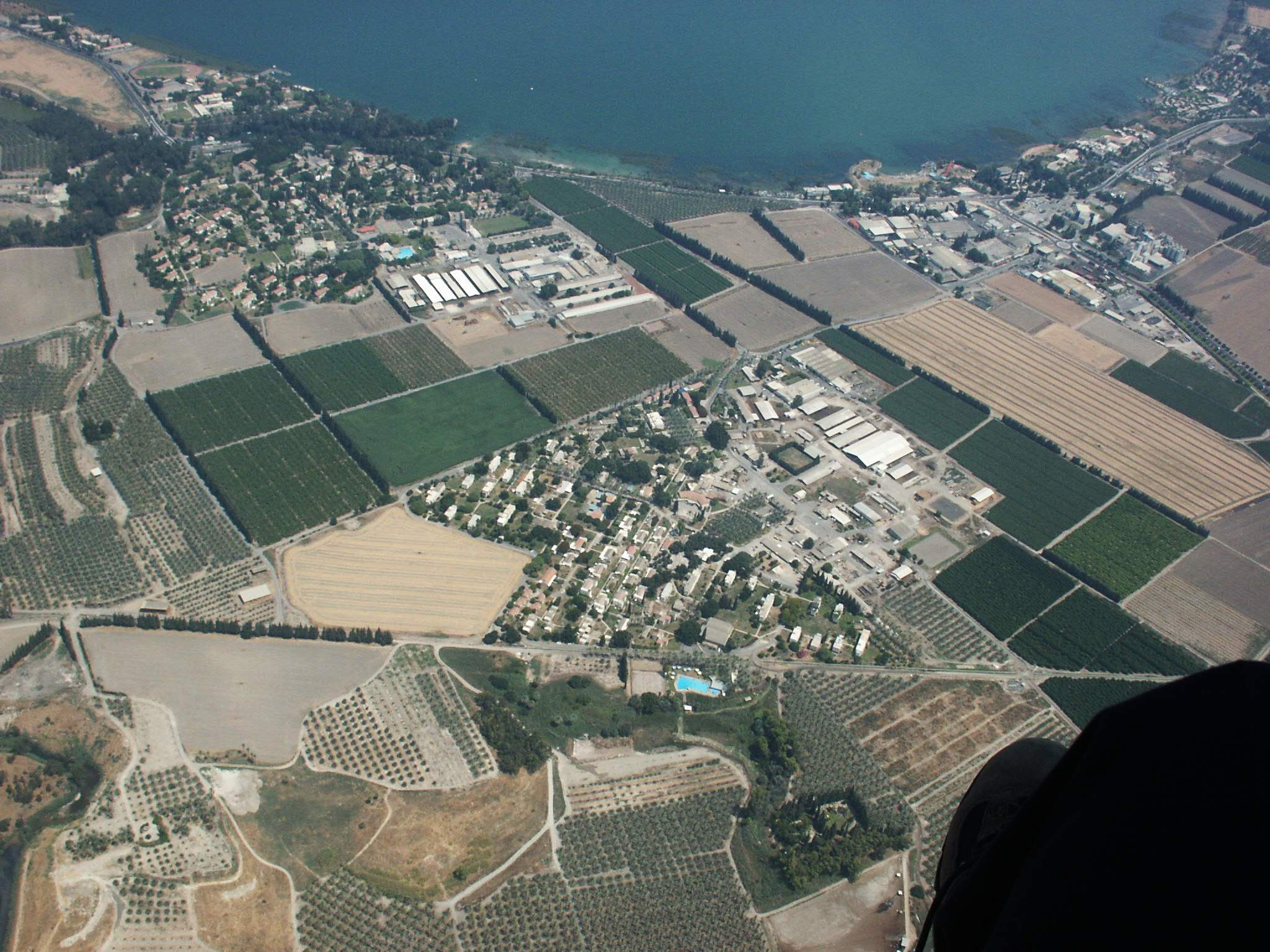
Las Deganias y Tzemah en 2003.

En el inicio de la invasión, las fuerzas sirias consistían en una brigada de infantería reforzada, complementada con por lo menos un batallón blindado (incluyendo tanques Renault R35) y un batallón de artillería de campaña. Las tropas se trasladaron a Kafr Harib y estaban siendo observados por tropas de reconocimiento de la Haganá, sin embargo, debido a que el ataque no se esperaba, las tropas israelíes no atacaron a los invasores. En la noche entre el 15 y el 16 de mayo, el grueso de las fuerzas sirias acampó en Tel al-Qasr, en el suroeste del Golán. Una compañía con refuerzos blindados se separó y se dirigió al sur, para pasar a la estación judía de agua a orillas del río Yarmuk.
Las fuerzas de la Haganá en la zona consistían en varias unidades del batallón Barak (2.º) de la brigada Golani, así como los pobladores locales, entre ellos una reducida compañía del Cuerpo de la Guardia (HIM) en la estación de policía de Samakh (Tzemah). Esta fuerza estaba encabezada por el segundo comandante del batallón, que fue muerto en acción en la batalla. El 13 de mayo, el comandante del batallón declaró un estado de emergencia en la zona desde 15 de mayo hasta nuevo aviso. Autorizó a sus hombres para apoderarse de todas las armas necesarias de los asentamientos y los instó a cavar y construir fortificaciones tan rápido como sea posible, y movilizar toda la fuerza de trabajo necesaria para hacerlo.

## La batalla

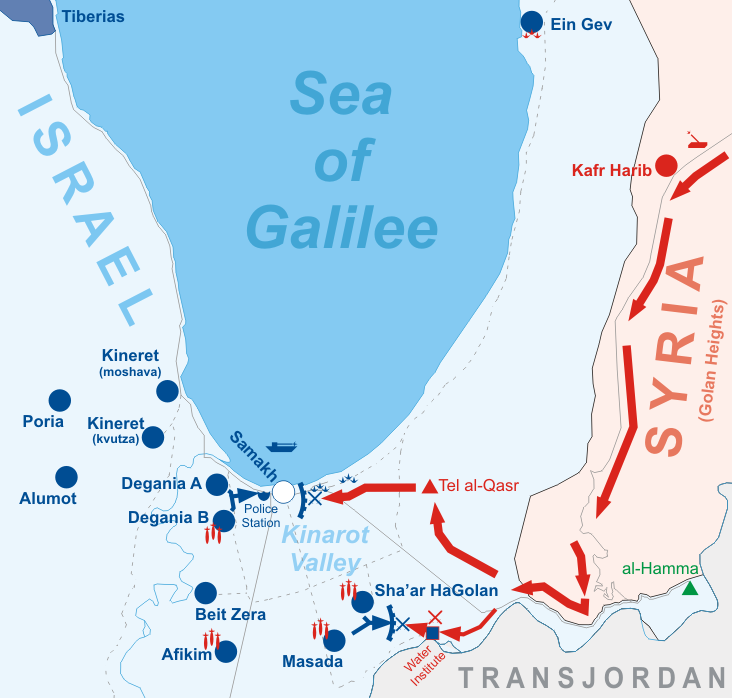
Croquis de los movimientos y las batallas hasta el 16 de mayo.

La noche del sábado 15 de mayo los puestos de observación reportaron muchos vehículos con luces centelleantes en movimiento a lo largo de la cordillera del Golán, al este del mar de Galilea. Los primeros disparos fueron descargados por la artillería siria contra el kibutz Ein Gev, aproximadamente a las 01:00 horas del 16 de mayo. Al amanecer, los aviones sirios atacaron a los pueblos del valle de Kinarot. Al día siguiente, una compañía siria que se separó de la fuerza principal atacó la estación de agua con armamento pesado, donde murieron todos los trabajadores excepto uno.
Una unidad de reserva israelí fue llamada de Tiberíades. Llegó después de veinte minutos y tomó posiciones alrededor de la ciudad. En ese momento, Samakh (Tzemah) estaba defendida por tres pelotones del batallón Barak y refuerzos de los pueblos vecinos. Ellos se atrincheraron en el actual pueblo, que había sido abandonado por los residentes en abril de 1948, escoltados por los británicos. Las posiciones en la aldea incluían la estación de policía (en el oeste), el cementerio (en el norte), el barrio Manshiya (en el sur) y la estación de tren. Los sirios establecieron sus posiciones en una base militar británica abandonada, justo al este de la aldea y en una estación de cuarentena animal, en el sureste.
Dos zapadores israelíes fueron enviados a la zona minada de la estación de cuarentena, pero no sabían que ya estaba bajo control sirio. Su vehículo fue volado, pero lograron escapar con vida. El mismo día, la compañía siria que atacó la estación de agua de Tel ad-Dweir avanzó hacia Sha'ar HaGolan y Masada. Su avance fue bloqueado por los residentes de la aldea, así como un pelotón de refuerzo armado con cañones de 20 mm. La compañía se retiró a su posición y abrió fuego de artillería sobre las dos kibutz.

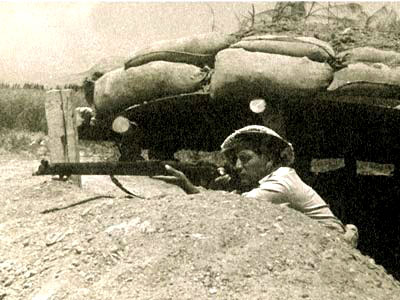
Un residente del Sha'ar HaGolan en una posición con vista a la frontera.

Este avance fallido dio tiempo a las fuerzas israelíes para organizar sus defensas en Samakh (Tzemah). Durante el transcurso del 16 de mayo, los cañones israelíes hostigaron las posiciones sirias en la orilla sureste del mar de Galilea, se cavaron trincheras y se construyeron barricadas. Mientras tanto, aviones sirios bombardearon Masada, Sha'ar HaGolan, Degania Bet y Afikim. El ataque a Samakh (Tzemah) se reanudó antes del amanecer del 17 de mayo: los sirios atacaron posiciones del norte de la aldea, pero sus blindados quedaron atrás. La infantería, por lo tanto, no podía avanzar en el concentrado fuego israelí desde el pueblo en sí, a pesar de la grave escasez de municiones en el lado israelí.
Mientras tanto, los defensores de Tiberíades creían que su ciudad sería la siguiente en ser atacada, y construyeron barricadas y fortificaciones. Ben-Gurión dijo al gabinete que: «La situación es muy grave. No hay suficientes fusiles. No hay armas pesadas». Aarón Israelí, un jefe de pelotón, comentó que también había una grave falta de comandantes de campo con experiencia. Él mismo fue apresuradamente promovido el 15 de mayo, a pesar de no tener el conocimiento o la experiencia suficiente. También el 16 de mayo, el presidente sirio, Shukri al-Kuwatli, visitó el frente con su primer ministro, Jamil Mardam, y su ministro de Defensa, Taha al-Hashimi. Les dijo a sus fuerzas: «destruid a los sionistas».
Por la noche, una fuerza siria intentó rodear a los israelíes al cruzar el río Jordán, al norte del mar de Galilea, pero se encontró con un campo minado en el que resultó herido un oficial sirio de alto rango. Esto fue descubierto y reportado por los israelíes en Tabgha, y el aplazamiento adicional permitió a los pueblos del valle de Kinarot evacuar a los niños, ancianos y enfermos, así como las maniobras de distracción que fingían refuerzos masivos en la región de Poria–Alumot. En el pánico de la sorpresa, muchos varones también trataron de huir de los pueblos del frente, pero se establecieron bloqueos cerca de Afula y Yavne'el por parte del Servicio de Policía Militar del Comando Norte, bajo Yosef Pressman, quien personalmente detuvo autobuses y permitió solo las mujeres y los niños continuar por su seguridad.

### Samakh (Tzemah)

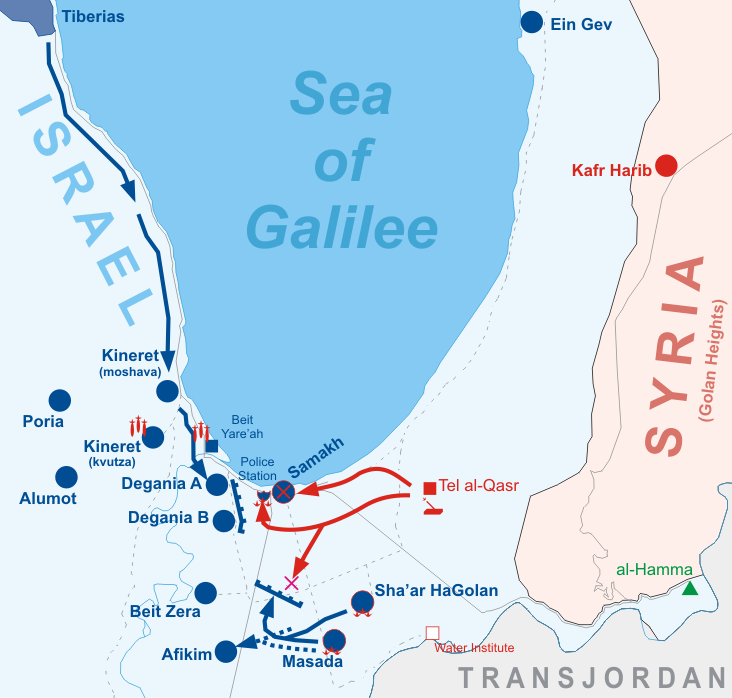
Croquis de las batallas del 18–19 de mayo (Batalla de Tzemah)

Alrededor de las 04:30 horas del 18 de mayo, la 1.ª Brigada siria, ahora comandada por el general de brigada Husni al-Za'im, que consistía de unos 30 vehículos (incluyendo tanques); avanzó hacia el oeste, hacia Samakh (Tzemah), en dos columnas: una a través de la costa y la otra flanqueando por el sur. Un contingente se asignó más al sur, con el fin de garantizar la seguridad de la principal fuerza de flanqueo a Sha'ar HaGolan y Masada desde el oeste. Entró en un punto muerto con una nueva posición israelí al noroeste de los dos pueblos.
La columna costera bombardeó las posiciones israelíes y causó enormes daños; los israelíes estaban bien atrincherados dentro de zanjas poco profundas, hechas para la guerra de infantería sin cubierta de cabeza, o en casas de arcilla de Samakh, que eran vulnerables a las armas pesadas. Los israelíes fueron finalmente obligados a abandonar sus puestos y se concentraron en la estación de policía, a donde también se llevaron los heridos. El subcomandante de la brigada Golani, Tzvika Levkov, también llegó a la estación, y pidió refuerzos de Sha'ar HaGolan y Tiberíades, que no lograron llegar a tiempo.
Un soldado que participó en la batalla informó que solo quedaron 20 soldados ilesos para defender la comisaría de la segunda columna siria que alcanzó Samakh (Tzemah). La única arma pesada que los defensores poseían era ineficaz contra los blindados sirios. Ante el temor de que sus fuerzas quedaran completamente aisladas, el mando de la Haganá envió una orden: retirarse y dejar a los heridos, Tzvika Levkov entre ellos. La retirada fue desorganizada y la caída del fuerte de policía ocasionó fuertes pérdidas israelíes. Los refuerzos de los Deganias, comandados por Moshé Cohen, llegaron, pero fueron inmediatamente atacados por los sirios y no afectaron significativamente al resultado de la batalla. Aarón Israelí, un comandante de pelotón de los refuerzos, escribió que era evidente tan pronto como llegaron que la batalla había terminado. Cohen no quería saber nada sobre una retirada al principio, pero cuando sus fuerzas vieron a Levkov caer en una zanja, se retiró a toda prisa.

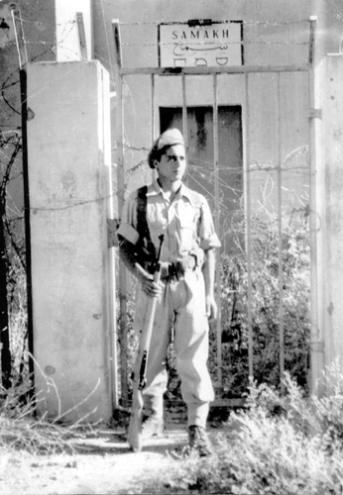
Un combatiente del Palmaj en Samakh.

El mismo día, aviones sirios bombardearon el pueblo israelí de Kinneret y la escuela regional de Beit Yerah, en la costa suroeste del mar de Galilea. Por la tarde, Samakh (Tzemah) había caído y una nueva línea defensiva israelí fue creada en las Deganias, frente a sus contrapartes sirias. En la noche, una compañía del Palmaj del 3.º Batallón del Yiftaj intentó recuperar la comisaría de Samakh. Ellos llegaron sigilosamente a la escuela junto a la estación, pero el asalto a la fortaleza fue descubierto. En la mañana del 19 de mayo, se envió un mensaje a Sha'ar HaGolan y Masada (que se estaban preparando para la evacuación): para cuando se dio la orden de quedarse, los pueblos ya habían sido abandonados y los pobladores se habían dirigido (principalmente) a Afikim. En la mañana, cuando los aldeanos llevaron a cabo la orden de regresar a sus posiciones, los árabes locales ya estaban presentes en el lugar. Luego, las tropas sirias capturaron a los pueblos sin luchar, y procedieron a saquearlos y destruirlos. Aarón Israelí escribió que se dio la orden de no revelar la huida de los residentes de Masada y Sha'ar HaGolan, pero esto quedó claro cuando el fuego y el humo se elevaron desde los pueblos, y minó la moral de los israelíes que hacían los preparativos defensivos en las Deganias. El contraataque a la estación de policía fracasó, pero retrasó el ataque sirio en las Deganias por veinticuatro horas. En la noche del 19 de mayo, una delegación de las Deganias llegó a Tel Aviv para pedir refuerzos y armas pesadas. Uno de sus miembros más tarde escribió que David Ben-Gurión les dijo que no les podía dar nada, ya que «Todo el país es una línea de frente». También escribió que Yigael Yadin, Director de Operaciones de la Haganá, le dijo que no había ninguna alternativa que dejar que los árabes se acercaran dentro de veinte o treinta metros de las puertas de Degania y luchar contra sus tanques en combate cerrado. Yadin preparó refuerzos y les dio una orden: «Ningún punto debe ser abandonado. [Ustedes] tienen que luchar en cada sitio». Él y Ben-Gurión discutieron sobre el lugar al cual debían enviarse la batería del Yishuv, de 4 cañones de montaña de 65 mm anteriores a la Primera Guerra Mundial (apodados Napoleonchikim), que no tenían lugares designados. Ben-Gurión quería enviarlos a Jerusalén, pero Yadin insistió en que debían ser enviados al valle de Kinarot, y Ben-Gurión finalmente estuvo de acuerdo.
En la noche del 18 al 19 de mayo, un pelotón partió por mar desde Ein Gev a Samra y asaltó el contingente sirio en Tel al-Qasr. El ataque fracasó, pero pudo haber retrasado el ataque sirio en Degania, otorgando así a sus defensores veinticuatro horas más para prepararse. Una segunda incursión, de una compañía del Yiftaj, cruzó el Jordán y golpeó el campamento sirio en la casa de la Aduana, cerca del puente principal Bnot Yaakov. Después de una breve batalla, los defensores sirios (una o dos compañías) huyeron. Los Palmajniks destruyeron el campamento y varios vehículos, entre ellos dos coches blindados, sin sufrir pérdidas.

### Degania Alef

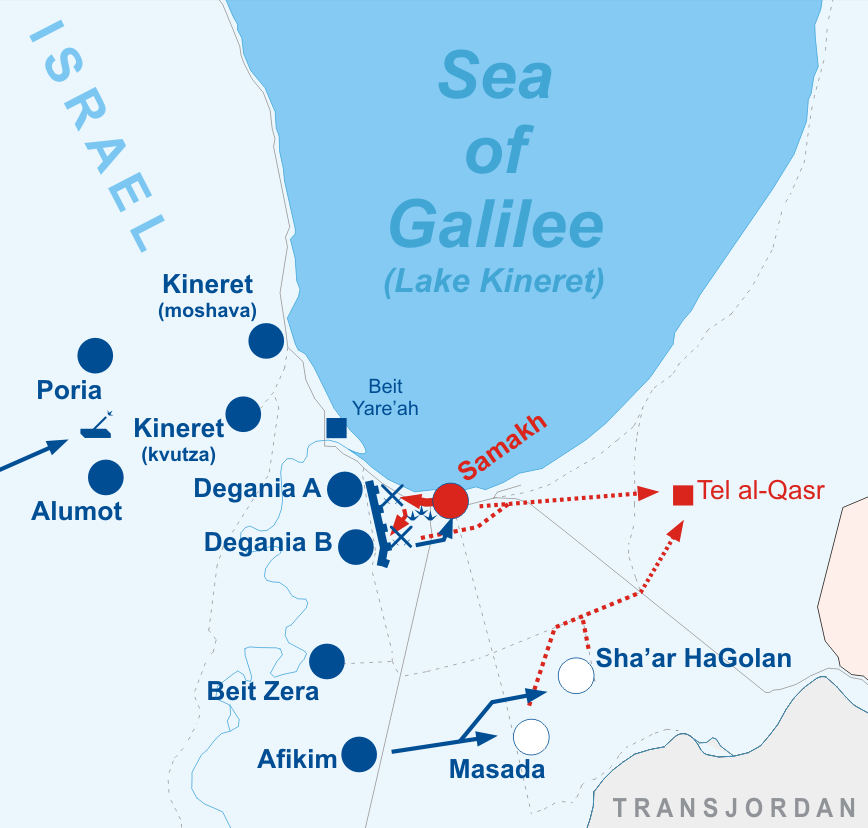
Croquis de las batallas sucedidas entre el 20 y el 22 de mayo (Batalla de Degania).

Tras la caída del Tzemah, el comando de la Haganá se dio cuenta de la importancia de la campaña en la región, e hizo una clara diferenciación entre los combates en el valle de Kinarot y la batalla de Gesher (en la que luchaba contra Transjordania e Irak, más al sur). El 18 de mayo Moshé Dayán, quien había sido el primer niño nacido en Degania, recibió el mando de todas las fuerzas en la zona, después de haber sido encomendado a crear un batallón de comando en la 8.ª Brigada justo un día antes. Se le asignó una compañía de refuerzos del programa militar Gadna, junto con 3 PIAT. Otros refuerzos llegaron en forma de una compañía de la brigada Yiftaj y otra compañía de paramilitares de las aldeas en la Baja Galilea y el valle de Jezreel. El contraataque del Palmaj en la estación de policía en la noche del 18 de mayo otorgó a las fuerzas israelíes un día adicional para preparar sus planes de defensa y ataque.
Los israelíes llamaron refuerzos para el que asumían que era el principal ataque sirio. Los sirios no tenían la intención de llevar a cabo cualquier operación de más al sur del mar de Galilea y planeaban dirigir su principal esfuerzo más al norte, cerca del puente Bnot Ya'akov. El 19 de mayo, los iraquíes estaban a punto de avanzar al oeste a través de Nablus hacia Tulkarem, y pidieron a los sirios hacer un desvío en la zona de Degania para proteger su flanco derecho. Los sirios así lo hicieron, su objetivo principal fue aprovechar el puente sobre el río al norte de Degania Alef, bloqueando así cualquier ataque israelí desde Tiberíades contra la línea iraquí de comunicaciones.
El fuerte bombardeo sirio de Degania Alef comenzó alrededor de las 04:00 horas del 20 de mayo, desde la estación de policía de Samakh, con cañones de 75 mm y morteros de 60 y 81 mm. El bombardeo duró alrededor de media hora. A las 04:30 horas del 20 de mayo, el ejército sirio comenzó su avance hacia las Deganias y el puente sobre el río Jordán (al norte de Degania Alef). A diferencia del ataque a Samakh (Tzemah), esta acción contó con la participación de casi la totalidad de las fuerzas sirias estacionadas en Tel al-Qasr, incluyendo infantería, blindados y artillería. Los defensores israelíes ascendían a cerca de 70 personas (67, según el conteo de Aarón Israelí), de los cuales la mayoría de ellos no eran combatientes regulares, con algunos pocos miembros de la Haganá y del Palmaj. Sus órdenes eran luchar hasta la muerte. Tenían el apoyo de tres cañones de 20 mm en Beit Yerah, desplegados a lo largo de la carretera de Samakh a Degania Alef. También tenían un mortero Davidka, que explotó durante la batalla, y un PIAT con quince proyectiles.
Por la noche, una fuerza expedicionaria siria intentó infiltrarse en Degania Bet, pero fue descubierta y capturada, lo que causó la fuerza principal siria atacara Degania Alef primero. A las 06:00 horas, los sirios comenzaron un ataque blindado frontal, que consistía en 5 tanques, un número de vehículos blindados y una compañía de infantería. Los sirios traspasaron las defensas israelíes, pero su infantería estaba a cierta distancia detrás de los tanques. Los israelíes dejaron fuera de combate a cuatro tanques sirios y cuatro vehículos blindados con cañones de 20 mm, PIAT y cócteles molotov. Mientras tanto, otros defensores mantuvieron el fuego de armas ligeras en contra de la infantería siria, que se detuvo en las arboledas de cítricos a unos pocos cientos de metros de los asentamientos. Los tanques sirios sobrevivientes se retiraron de nuevo al Golán. A las 07:45 horas, los sirios detuvieron su asalto y excavaron trincheras allí, todavía con el control de la mayor parte del territorio entre el cercado de Degania Alef y la fortaleza de policía de Samakh. Dejaron atrás una serie de tanques ligeramente dañados o, de otro modo, inoperables que los israelíes lograron reparar.

### Degania Bet
A pesar de la superioridad siria en número y equipos, la destrucción de un gran número de vehículos blindados y el fracaso de la infantería en infiltrarse en Degania Alef fue la causa probable de la retirada de la fuerza siria principal hacia Samakh (Tzemah). Una fuerza de infantería y blindados menos organizada y de menor número se separó para atacar Degania Bet. Ocho tanques, apoyados por fuego de artillería, se movieron a 365 metros (400 yardas) de las defensas del asentamiento, donde se detuvieron para proporcionar fuego de apoyo para un ataque de infantería. Los sirios hecho dos intentos fallidos de detener el escaso fuego de las defensas israelíes y no lo intentaron nuevamente. Contra esta fuerza, los israelíes tenían alrededor de 80 hombres y un PIAT. Las defensas en Degania Bet estaban desorganizadas y no había suficientes trincheras. No tenían ningún enlace de comunicación con el comando, por lo que Moshé Dayán envió a uno de sus comandantes de la compañía para evaluar la situación.

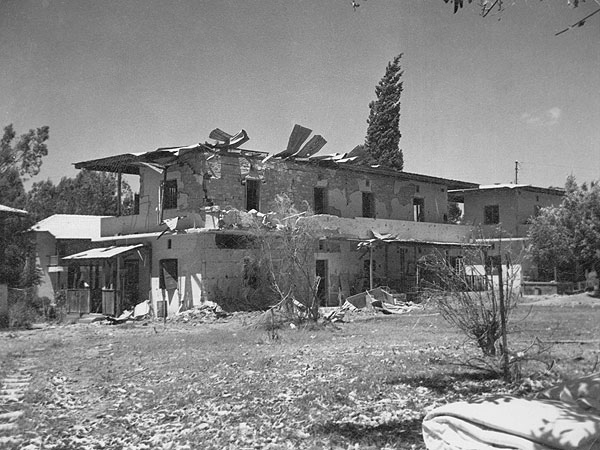
Una casa en Degania después del bombardeo sirio.

Mientras la batalla se desarrollaba, la artillería de 65 mm (los cuatro cañones Napoleonchik) llegó al frente a mitad del día y se instaló en la cresta Poria–Alumot. Fue la primera vez que la artillería israelí fue utilizada en la guerra. A las 13:20 horas, los cañones comenzaron a disparar contra los sirios y, tras cerca de 40 rondas, estos comenzaron a retirarse. Los israelíes también abrieron fuego contra Samakh donde los oficiales sirios, que hasta entonces no creían que los israelíes tuvieran material que pudiera dañar a su cuartel general, buscaron refugio. Un proyectil acertó en el depósito de municiones sirio en el pueblo, y otros encendieron fuego en los campos secos. Mientras que los soldados que operaban los cañones (que carecían de mecanismos de puntería adecuados) no eran competentes en el manejo de ellos, se logró un nivel aceptable de precisión después de efectuar tiros de práctica en el mar de Galilea. A fin de cuentas, el fuego de la artillería israelí tomó al ejército sirio por sorpresa, y este último decidió reagruparse y retirarse a Tel al-Qasr, junto a la compañía en Sha'ar HaGolan y Masada. Un total de 500 proyectiles fueron disparados por la artillería israelí. Los oficiales sirios pudieron haber disparado a algunos de sus soldados que huían.
Había otras dos razones de la retirada siria. El 3.º Batallón de la brigada Yiftaj del Palmaj había sido enviado en botes durante la noche anterior a través del mar a Ein Gev, planeando asaltar y capturar Kafr Harib. Se dirigió hacia allí, siendo descubierto y bombardeado por los sirios, pero una de sus compañías se las arregló para ascender el Golán. Esta llevó a cabo una redada más pequeña en la madrugada: se bombardeó a los portadores de agua y amenazó la línea de comunicaciones de la 1.ª Brigada siria. La segunda razón fue que se estaban quedando sin municiones: Husni al-Za'im les había prometido reabastecerlos, y atacando Degania se quedaron sin municiones. Za'im ordenó una retirada cuando sus tropas se quedaron sin municiones. Los suministros fueron enviados en su lugar a la 2.ª Brigada, ubicada más al norte. Los israelíes no estaban al tanto de esto, y atribuyeron la retirada siria a su sorpresa por el fuego de la artillería israelí.

## Consecuencias y efectos

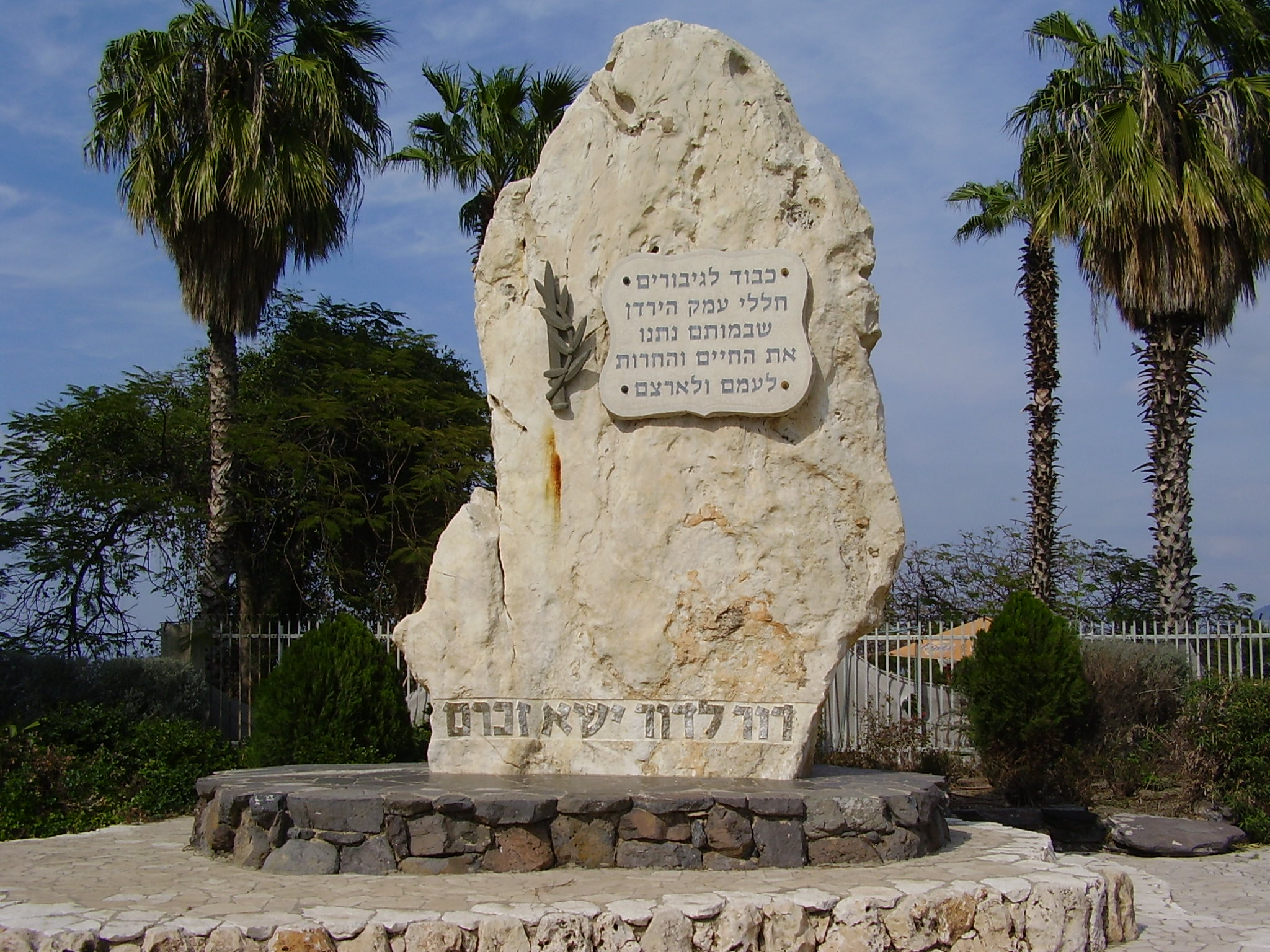
memorial de guerra en Tzemah.

El 21 de mayo, las tropas de la Haganá volvieron a Samakh (Tzemah) y establecieron fortificaciones, los tanques dañados y vehículos blindados fueron recogidos y llevados a la retaguardia. Los colonos regresaron esa noche para identificar los cuerpos de sus camaradas en los campos y los enterraron en una fosa común en Degania. En la madrugada del 21 de mayo, el personal de la brigada Golani informó que el enemigo fue rechazado, pero que estaban esperando otro ataque. En el informe completo se lee:
Nuestras fuerzas repelieron ayer un fuerte ataque de tanques, vehículos blindados e infantería que duró alrededor de 8 horas. El ataque fue repelido por el valiente esfuerzo de nuestros hombres, que utilizaron cócteles molotov y sus manos contra los tanques. Los morteros de 3 pulgadas y maquinaria pesada cobraron estragos en el enemigo. Los cañones de campaña causaron pánico y la retirada del enemigo, que ayer abandonó Tzemah. Esta mañana nuestras fuerzas entraron en Tzemah y se llevaron una gran cantidad de botín de municiones francesas y munición de artillería ligera. Hemos capturado dos tanques y un vehículo blindado del enemigo. El enemigo está amasando grandes refuerzos. Estamos a la espera de un renovado ataque.

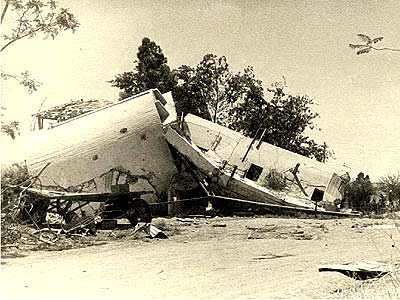
Torre de agua de Sha'ar HaGolan después de la batalla.

El 22 de mayo, los pobladores volvieron a Masada y Sha'ar HaGolan, que habían sido destruidas en gran parte. Esperando otro ataque, refuerzos de la Brigada Carmeli tomaron posiciones en los dos pueblos. Muchos de los participantes de las batallas fueron enviados a Tiberíades para descansar y recuperarse, y las unidades que perdieron soldados se reorganizaron.
A raíz de la caída de Gush Etzion, noticias de la exitosa defensa de Degania (así como la de Kfar Darom) proporcionó una inyección de moral para otros pueblos israelíes. La batalla también influyó la opinión británica del equilibrio de poder en la guerra. El éxito de los cañones de campo Napoleonchik impulsó el alto mando israelí para volver a utilizar dos de ellos en los intentos de capturar Latrún. La retirada de Masada y Sha'ar HaGolan, por su parte, provocó controversia en el joven Estado, impulsada por la noticia de la masacre de Kfar Etzion solo unos días antes, y el Palmaj emitió un boletín acusándolos de abandono de los bienes nacionales, entre otras cosas. Estas acusaciones se repitieron posteriormente en los medios y en una obra de teatro de Yigal Mossensohn, y los pobladores de ambos pueblos iniciaron una campaña para limpiar su nombre.
Las batallas del valle de Kinarot constituyeron los primeros y últimos de los principales compromisos terrestres entre Israel y Siria, al sur del mar de Galilea, a pesar de que las menores escaramuzas de patrullas continuaron hasta el primer alto el fuego. La campaña, junto a la batalla de Gesher, fue posiblemente el único ataque coordinado entre dos o más países árabes en el frente norte. Al final, los sirios conservaron Tel al-Qasr, que formaba parte del mandato Británico de Palestina y al Estado judío de acuerdo con la partición de la ONU de 1947. A pesar de lo anterior, la ofensiva fue considerada una derrota decisiva siria por ambas partes. El ministro de Defensa sirio Ahmad al-Sharabati y el jefe de Estado Mayor Abdullah Atfeh se culparon mutuamente, el último renunció y el primero fue destituido por el primer ministro, como resultado de la batalla. Como razones de su derrota dieron su bajo nivel de preparación y la fortaleza de las defensas israelíes, así como su falta de coordinación con los iraquíes (según un historiador sirio, se suponía que los iraquíes debían ayudarles en la Deganias). Después de la batalla, los observadores británicos se convencieron de que los árabes no iban a ganar la guerra, y compararon a la batalla con el fracaso de la Luftwaffe en la batalla de Inglaterra en 1940, que puso de manifiesto que Alemania no iba a ganar la guerra aérea. Los observadores dijeron que «la gran ventaja que [los sirios] disfrutaron en Degania no [la] tendrían otra vez».

### Controversia sobre el primer tanque dejado fuera de combate
El primer tanque sirio dañado cerca de las puertas de Degania Alef, que se ha conservado en el lugar, fue objeto de una controversia historiográfica cuando Baruj «Burke» Bar-Lev, un coronel jubilado de las FDI y uno de los defensores nativos de Degania en el momento, afirmó que él fue quien detuvo el tanque con un cóctel molotov. Sin embargo, su relato fue refutado por un informe de los Cuerpos de Artillería de las FDI, que en 1991 determinó que un disparo de PIAT había matado a la tripulación del tanque. Shlomo Anschel, un residente de Haifa que también participó en la batalla, dijo a Haaretz en 2007 que el tanque fue alcanzado por el fuego de un PIAT de un soldado del Golani, y que el cóctel Molotov no podría haber golpeado a la tripulación.